# Jill Abbott Fenmore
Jill Abbott Fenmore (née Foster, anciennement : Reynolds, Chancellor, Thurston, Brooks, Abbott, Sterling, Abbott et Atkinson) est un personnage fictif original du soap opera Les Feux de l'amour, interprété depuis le 19 juin 1987 par Jess Walton.

## Histoire

### La rivalité entre Katherine et Jill: La guerre des maris
Au début, Jill travaille comme manucure et coiffeuse. Plus tard elle devient amie avec Katherine Chancellor et est son assistante personnelle. L'amitié de Katherine et Jill devient de la haine quand elles se battent pour les hommes, y compris le mari de Katherine, Phillip Chancellor II. Jill couche avec lui et tombe enceinte. Phillip divorce de Katherine et se marie avec Jill. Pendant qu'il prend sa voiture, Katherine le supplie de lui accorder une seconde chance. Il refuse. Elle appuie sur la pédale des gaz et il sort de la route. On l'amène à l'hôpital où, sur son lit de mort, il épouse Jill.
Le mariage est déclaré invalide, ce qui réjouit Katherine : elle a l'autorisation de mettre les Foster à la porte du Manoir Chancellor. Elle offre à Jill 1 million en échange du bébé qu'elle porte. Jill accepte pour assurer l'avenir de son fils. Elle rejette plus tard l'offre et lui rend l'argent en donnant naissance à son fils, Phillip Chancellor III en 1976. 
Jill et Katherine se battent pour Derek Thurston. Derek, saoul, se marie avec Katherine mais il tombe amoureux de Jill. Katherine est au bord du suicide, elle convainc Derek de rester pendant un an même s'ils en reviennent à une relation platonique. Jill commence à sortir avec Stuart Brooks. Elle tombe enceinte et ils planifient le mariage. Elle modifie ses plans car Derek veut qu'elle revienne vers lui. Jill arrange son mariage la même nuit, son mariage avec Derek est invalidé.
Katherine reprend Derek et Jill met fin à son mariage avec Stuart. Derek décide de revenir avec Katherine.
Le mariage de Jill prend fin après que Stuart découvre que Jill n'a jamais été enceinte. Elle essaie de se réunir à Derek quand Katherine est présumée morte. Juste avant le mariage de Derek et Jill, Katherine est en fait bien vivante et Jill perd Derek.

### Entre Jack et John
En 1980, Jill est embauchée chez Jabot Cosmétiques. Le propriétaire de Jabot, John Abbott est impressionné par l'habilité de Jill dans les affaires et la promeut à la tête du département commercial. Durant ce temps, elle fait la connaissance de Jack, le fils de John. John et Jill commencent à se fréquenter mais ils rompent après qu'elle a couché avec Jack. Elle lui fait un procès pour harcèlement sexuel et il doit payer 10 000 $. John et Jill finissent par se marier. 
Elle retourne vers Jack. Mais cette fois, Katherine prend des photos de leurs ébats. Elle les donne à John qui a une crise cardiaque et divorce de Jill. 
Très peu de temps après, Jill est trouvée dans sa douche, blessée par balle. 
Les trois principaux suspects sont John, Jack et Katherine. Jack avoue finalement pour empêcher que cette affaire devienne publique. Mais le vrai coupable est Sven, un masseur du Genoa City Hotel. Il a été rejeté par Jill enceinte du fils de Phillip. Il meurt plus tard dans un accident de voiture. John et Jill se remettent ensemble et se remarient. Ils ont un fils ensemble William Abbott. Ils divorcent plus tard. Ce fut une très grande épreuve pour Jill de garder son enfant, John n'en voulant pas car se trouvant trop âgé.

### Jill et Katherine: une famille
En 2003, Jill est amenée à croire que Liz Foster n'est pas sa mère biologique mais que c'est Katherine. 
En plus d'être mortifiée à l'idée de savoir qu'elle est la fille de sa pire ennemie, cette révélation cause une nouvelle crise pour Jill : son fils William, et la petite-fille de Katherine, Mackenzie Browning, sont tombés amoureux ; relation passionnée mais platonique. La relation possible mère-fille entre Katherine et Jill laisse supposer que William et Mac sont en fait cousins. 
Ignorant qu'ils sont peut-être consanguins, ils se marient, laissant Katherine impuissante ne pouvant que regarder. Jill et John tentent d'empêcher le mariage mais n'y parviennent pas ; finalement Jill informe les mariés qu'ils sont cousins avant que le mariage ne soit consommé. Effondrés, William et Mackenzie annulent leur mariage et partent de Genoa, chacun de son côté. 
Jill aide Katherine à les retrouver et elles résolvent leurs différends.

### Phillip III, le fils de Jill, rapprochement avec Katherine
En 2007, Katherine se remémore dans ses rêves du kidnapping de Phillip III il y a des années et du changement de bébés juste après la naissance. Jill refuse d'y croire en premier lieu, mais le test ADN indique que le corps de Phillip III n'est pas celui du fils de Jill. Son « vrai fils » est en fait Ethan "Cane" Ashby, un Australien, dont le visa a expiré et qui est menacé d'expulsion. Étant en fait Phillip III, il est citoyen américain et il lui est permis de rester à Genoa City. Il réside avec Jill et Katherine. 
Jill entame une relation avec William Bardwell, le procureur de Genoa, qui vient juste d'hériter de la fortune de son oncle. Gloria Fisher Abbott, qui veut William pour son argent, drogue Ji Min Kim et Jill avec des aphrodisiaques et s'arrange pour que William les voit. Profondément attristé, il épouse Gloria. 
Jill et Ji Min éprouvent des sentiments l'un pour l'autre. Katherine est furieuse d'apprendre que sa fille veut se marier avec Ji Min. Elle lui offre une prime pour qu'il n'épouse pas Jill mais il refuse. En septembre 2007, Ji Min est assassiné par David Chow avant de pouvoir épouser Jill ; elle est effondrée.
En 2008, Katherine passe la main à Jill pour diriger les Industries Chancellor. Mais elle sent que Katherine va toujours se mêler des décisions qu'elle prend et donner son avis. C'est particulièrement vrai quand Nikki Newman devient PDG de Jabot. En octobre 2008, pour la première fois, Jill a ses deux fils à la maison; William et Phillip. Mais William n'apprécie pas que Jill ait nommé Cane comme PDG de Jabot. En novembre on croit Katherine morte dans un accident de voiture. Cependant la vraie victime est son sosie, Marge Cotrooke.
À cause des familles Abbott et Bardwell, Chancellor perd le contrôle de Jabot ce qui conduit à une dispute entre Jill et Cane. Jill et Victor Newman élaborent un plan pour détruire Jack Abbott et reprendre le contrôle de Jabot. 
En 2009, 2 tests ADN prouvent que Marge est la Katherine présumée morte. Le corps est exhumé et subit un troisième test. Il indique que Jill n'est ni la fille de Katherine ni la fille de Marge. Katherine clame toujours que c'est elle et il est finalement prouvé que Jill n'est pas sa fille biologique. Elle rejette l'affection de Katherine et la guerre recommence entre elles. 
Des semaines plus tard, juste après le mariage de Lily Winters et Cane, elle découvre que la banque aux Iles Caïmans où elle avait déposé son argent a fait faillite. Elle connaît pour la première fois la banqueroute. Ce qui signifie la perte de plus de la moitié du Manoir Chancellor et de parts de Jabot. Elle part comme manucure dans une autre ville pour garder ce secret. 
Après son mariage avec Lily, Cane téléphone à un homme appelé Langley, pour que Katherine et Jill se réconcilient. L'homme a une ressemblance frappante avec Phillip III. Le 10 juin 2009, il est révélé que Langley est en fait Phillip III, toujours vivant. Nina Webster (qui était la femme de Phillip) commence des recherches sur Cane pour aider Katherine à retrouver la mémoire. Sa suspicion envers Cane continue de grandir et elle demande de pratiquer l'exhumation du corps de son mari pour des tests génétiques. On découvre que le cercueil de Phillip III est vide. Nina demande à Cane de pratiquer des tests ADN pour savoir s'il est véritablement le fils de Jill. Répondant à la demande de Nina, Cane prend du sang de Phillip pour faire croire que c'est lui. Il apparaît que Phillip est bien le fils de Jill mais pas Cane. Quand Cane veut quitter la ville, Jill appelle Michael Baldwin pour rétablir toute la vérité. Elle décide alors que sa fortune reviendra à William, Phillip et Cane. Katherine comprend alors que Jill est en difficultés financières lorsque Jill cherche par tous les moyens à ne pas payer sa part des impôts foncier frappant le Manoir Chancellor, qui s'élève à 100 000 dollars. Elle suit Jill jusqu'au salon de manucure et lui fait un chèque de 100 000 dollars avant de l'embaucher chez Jabot. À nouveau en bons termes avec Katherine, Jill veut lui faire un cadeau, en retrouvant sa véritable fille, elle engage donc Paul Williams et fera même courir le bruit qu'elle est en couple avec lui pour ne pas éveiller les soupçons. Cette fille s'avèrera être en fait un garçon. L'homme d'affaires Tucker McCall, avec Jill entretient une relation avoue être le fils abandonné de Katherine, des tests confirmeront ses dires. Cependant, Tucker décide de quitter Jill après avoir appris qu'elle essayait de le doubler. À la suite de la rupture, Jill essaye par tous les moyens d'ouvrir les yeux de Katherine quant aux intentions de Tucker, elle décide même d'écrire un article très négatif sur lui.

### La mort de Liz Foster: un nouveau départ pour Jill
En juin 2010, Liz, la mère adoptive de Jill est en route pour lui rendre visite quand elle fait un malaise dans l'avion. Jill se rend immédiatement à l'hôpital quand elle voit Snapper, son frère adoptif et médecin à l'hôpital de Genoa City. Il lui avoue que leur mère est très malade et qu'il y a peu de chances qu'elle s'en sorte. Liz avoue à Snapper qu'elle cache un secret à Jill : elle connaît l'identité de ses parents biologiques, mais cependant, elle ne veut pas qu'il le dise à Jill.
Le 18 juin 2010, Liz décède (cet épisode arrive en France le 16 janvier 2014 sur TF1). Snapper dit la vérité à Jill. Après la mort de Liz, Jill se rend chez Michael et Lauren. Elle apprend à Lauren qu'elles sont demi-sœurs par leur père Neil Fenmore. Lauren n'y croit pas, elle qui était si proche de son père. Elle fera donc un test d'ADN avec celui de Jill qui confirmera leur lien. Jill est vraiment contente d'avoir trouver la famille biologique qu'elle cherchait, elle est sincère dans sa démarche envers Lauren mais celle-ci est très réticente à créer des liens fraternels avec elle. 
Alors le 4 juillet au Manoir Chancellor (épisode diffusé en France le 31 janvier 2014 sur TF1), lors de la fête de l'indépendance, Jill annonce à tout le monde dont Lauren qu'elle a décidé légalement de faire changer son nom de famille pour être reconnue en tant que membre de la famille Fenmore : elle devient donc Jill Fenmore au grand désarroi de Lauren. Ensuite, elle assigne Lauren en justice pour obtenir la part de l'héritage de Neil qui lui revient. Lauren et Jill s'affrontent verbalement devant la tombe ouverte de Neil Fenmore, en présence de caméras. Lauren perd son sang-froid et pousse sa sœur dans le caveau. Jill finit par gagner le procès contre Lauren notamment grâce au témoignage de Joanna Manning, la mère de Lauren, en sa faveur. Lauren est donc contrainte de donner la moitié de son héritage à Jill et celle-ci devient propriétaire à 50 % des boutiques de la chaîne Fenmore. Par ailleurs, elle doit faire face à la "mort" de son petit-fils Chance et au mariage de William et Victoria, qu'elle finit par accepter. Leurs rapports s'apaisent au fil du temps et elles commencent à devenir proches lorsque Daisy Carter, qui terrifie Lauren revient en ville à Halloween 2010.

### La rencontre avec Colin, le père de Cane
En décembre 2010, Jill fait la rencontre de Colin Atkinson au Gloworn. C'est un Australien à l'allure d'hommes d'affaires lui plaît au premier regard. Ils discutent et parlent notamment de Cane. Jill lui avoue qu'elle le considère comme son fils mais ce qu'elle ne sait pas, c'est que Colin est le père biologique de Cane, venu à Genoa afin qu'il revienne dans leur organisation familiale spécialisée dans le crime. Jill finit par présenter Colin à Cane, sans connaître leur lien. Celui-ci tombe des nues en le voyant et lui ordonne de rentrer en Australie et de laisser sa famille ainsi que Jill tranquille. Mais au contraire, Colin se montre très entreprenant avec Jill dans le but de s'approcher le plus possible de Lily et des jumeaux. Il finit même par la demander en mariage et elle accepte, bien que tous ses proches lui affirment que c'est de la folie. Elle apprend que Cane et Colin avait une amie commune : une jeune fille du nom de Samantha, tragiquement décédée. À plusieurs reprises, Cane tente de raisonner Jill en lui disant qu'elle ne doit pas sortir et encore moins se marier avec Colin sans lui révéler la vérité. Le jour de son mariage avec Colin, le 2 février 2011, Jill le présente à William, qui une fois de plus lui dit que ce mariage n'est pas une bonne idée. Il prévient Cane que la cérémonie aura lieu le soir-même. Cane décide donc d'y aller afin de tout révéler à Jill mais en arrivant sur les escaliers de l'église, Blake, l'homme qui le fait chanter, lui fait barrage. Alors que la cérémonie est en cours, les deux hommes se disputent et quand Lily sort de l'église avec les jumeaux pour voir Cane avec qui elle s'est disputée, Blake sort un revolver et les vise. mais Cane bondit sur lui et ils se battent et au moment où Jill et Colin sont sur le point de s'embrasser, un coup de feu retentit. Blake et Cane s'effondrent, Lily hurle et tout le monde sort de l'église. Blake meurt sur le coup mais Cane agonise et finit par mourir. Après la mort de Cane, Jill est effondrée. Colin se propose alors pour aller reconnaître le corps pour rendre service selon lui. En voyant l'état de Jill, Nina lui réserve une surprise le lendemain : Chance, bien en vie. Jill n'en revient pas et lui demande pourquoi avoir monté sa mort. Chance et Nina lui expliquent et Chance tient à lui apporter son soutien. Quelques jours plus tard, Colin avoue malgré lui à Jill que Samantha était sa fille. Jill est étonnée qu'il ne lui ait pas dit la vérité dès le début et suppose alors qu'il lui a caché qu'il connaissait Cane. Il rebondit en disant que Cane était un ami de Samantha qu'il ne connaissait pas. Jill et Colin filent le parfait amour. Elle est très heureuse qu'il s'inquiète pour Lily et les jumeaux. Régulièrement, ils demandent à garder les jumeaux pour elle, ce qui l'agace un peu. Ce qu'ils ne savent pas, c'est que Lily voit Cane et lui parle. On apprend finalement que Colin le sait et que ce n'est pas Cane que Lily voit mais son frère jumeau Caleb. Leur but est d'enlever les jumeaux et de les emmener avec eux en Australie. Mais ce que Colin ne sait pas, c'est que Cane est bien en vie : c'est Caleb qui est mort sur les marches de l'église. Cane nse fait passer pour Caleb pour contrecarrer les plans de son père au dernier moment et l'envoyer en prison. Pour se fair, il travaille avec sa mère biologique, Geneviève, qui veut se venger de Colin car pour elle, il est responsable de la mort de Samantha. C'est Caleb qui lui a tiré dessus alors qu'il visait Cane mais Colin n'a montré aucune tristesse quand elle est morte alors que Geneviève était effondrée.
Quelque temps plus tard, en mai 2010, Chance informe sa mère qu'il s'est réengagé dans l'armée et part prochainement combattre au Moyen-Orient. Nina est dévastée et accuse Heather de l'avoir poussé à prendre cette décision après avoir rompu avec lui. Très vite, les Chancellor apprennent la nouvelle ainsi que Paul et Heather. Quand Nina lui dit ça, Heather se sent alors coupable mais Chance lui dit qu'elle n'a rien à se reprocher et que sa décision est mûrement réfléchi. Le jour du Mémorial Day, Katherine organise une grande réception pour le départ de Chance. Nina, Phillip, |Jill et elle-même ont le cœur brisé de voir Chance les quitter une nouvelle fois mais lèvent fièrement le drapeau américain au moment où il part.

### Le retour de Cane d'entre les morts
Le 10 juin 2011, Colin est prêt à quitter la ville avec Charlie & Matilda. Il leur a même fait faire des faux passeports australiens. Il appelle Neil et le convainc de lui donner les jumeaux pour la nuit. Le soir même, il a un dîner romantique avec Jill au Gloworn. Au cours du dîner, il lui annonce qu'il doit partir pour affaires. Avant de partir, il l'embrasse passionnément, ce qui fait plaisir à Jill mais l'inquiète en même temps. Elle décide alors de le suivre. Pendant ce temps, Lily est à l'hôpital. En pensant à l'anniversaire des jumeaux qui approche, elle repense au moment où Mac a accouché et qu'elle les a vus pour la première fois quand soudain elle voit Cane qui l'observe derrière la porte de sa chambre et s'enfuit dès qu'elle l'aperçoit. Elle fait une nouvelle crise, ne comprenant pas pourquoi elle continue à le voir alors qu'elle est à l'hôpital psychiatrique. Après avoir quitté Jill, Colin va au néon Ecarlate pour récupérer les enfants. Mais Jill est également présente et en le voyant avec les jumeaux, elle pense qu'il veut lui faire une surprise. Elle continue à le suivre sans qu'il le voit. Mais au lieu de rentrer au manoir Chancellor comme il l'a dit à Neil, Colin se rend au domaine McMillan pour prendre l'hélicoptère avec "Caleb" et les jumeaux qui les ramènera en Australie. Geneviève les voit arriver et se cache dans les buissons. Quant à Jill se retrouve bloquée devant le barrière du domaine. C'est alors qu'elle entend un hélicoptère arriver et sur le point de se poser. Pendant ce temps chez les Ashby, alors qu'il cherche une feuille tombée derrière la commode, Neil découvre le mot que Cane a écrit à Lily le soir de sa mort disant qu'elle avait une sœur, Samantha, un frère jumeau, Caleb et que son père était Colin. Neil, ainsi que Sofia et Malcolm qui sont présents sont choqués par ce qu'ils apprennent. Ils réalisent que Lily n'était pas folle et que la personne qu'elle voyait était Caleb. Ils comprennent aussi que Colin les balade depuis le début et que les jumeaux sont en danger avec lui. Neil, qu'il n'arrive pas à joindre Colin, appelle Jill et lui dit tout. Celle-ci lui dit qu'elle est devant le domaine McMillan et que Colin est à l'intérieur avec les jumeaux en train d'attendre un hélicoptère. Neil part les rejoindre. Jill réussit à pénétrer dans l'enceinte du domaine et confronte Colin. Quand elle voit "Caleb", elle fait semblant de s'évanouir afin d'entendre leur plan. Quand elle se réveille, Colin lui dit la vérité. Écœurée qu'il se soit servi d'elle, elle lui dit qu'elle ne le laissera jamais partir avec les enfants avant de s'enfuir et chercher de l'aide. Malcolm et Sofia vont à l'hôpital et disent tout à Lily. Quand elle comprend que ses enfants sont en danger, elle fonce au domaine avec Danny, Malcolm lui reste avec Sofia qui se sent mal. Neil arrive et barre la route à Colin et "Caleb" après qu'ils ont mis les enfants dans la voiture. C'est alors que "Caleb" leur avoue être Cane. Neil n'y croit pas au début mais finit par se rendre compte que c'est vrai. Mais un homme de main de Colin arrive et empoigne Cane. Celui-ci dit à Neil de s'enfuir. Soudain, Colin entend une musique qu'il connait bien. Il se rend compte que Geneviève est dans le coup et qu'elle voulait le piéger avec Cane. Il entre dans la maison, voit l'urne contenant les cendres de Samantha ainsi que l'endroit où était son corps couvert de photos. Quand il crie le nom de Geneviève sachant qu'elle est là, elle lui apparaît sur le balcon. Elle lui avoue qu'elle est là pour se venger de lui puisque c'est à cause de lui que Samantha est morte. Lily, Danny, rejoint par Neil et Jill, arrivent et voient Geneviève pousser Colin par-dessus le balcon. Celui-ci tient la rembarre et supplie Geneviève de l'aider. mais celle-ci se réjouit de ce qu'il lui arrive et ne lève pas le petit doigt pour l'aider. C'est alors que Jill, bien que profondément blessé par ce qu'il lui a fait, monte sur le balcon et lui tient les mains pour le remonter. Geneviève, à côté d'elle, jubile et se moque d'elle. Quand elle lui annonce qu'elle est sa femme, Jill lâche Colin de surprise. À côté, Cane se bat avec l'homme de main de son père. Cane réussit à le désarmer mais une balle perdue part et pète le moteur de la voiture. De l'essence coule et se rapproche d'une cigarette allumée qu'a jeté Colin quand il est arrivé au domaine. Finalement, Cane la jette dans les buissons et réussit à sauver ses enfants avant l'explosion. Quand ils entendent l'explosion, Lily, Danny et Neil vont vers la voiture. Croyant qu'elle a affaire à Caleb, Lily lui ordonne de lui donner ses enfants. Cane lui dit que c'est bien lui et que c'est Caleb qui est mort, mais elle ne le croit pas tout comme Danny mais finalement, il réussit à la convaincre que c'est lui en lui parlant de choses qu'ils ont vécu ensemble. Cependant, elle refuse qu'il l'approche et qu'il approche les enfants parce qu'il lui a fait vivre un enfer et elle ne voit pas comment elle lui pardonnera ça. La police et les urgences arrivent au domaine. Colin est transporté à l'hôpital et est arrêté sur son lit d'hôpital. Jill parle de Geneviève à la police pour qu'ils l'arrêtent. Mais elle n'est plus là. Alors Jill décide de la chercher dans la maison et c'est là qu'elle voit l'endroit où Samantha est morte. Geneviève surgit de l'ombre, lui annonçant une nouvelle fois qu'elle est mariée à Colin et qu'elle est la mère de ses enfants, la vraie mère de Cane contrairement à elle.

### L'arrivée de Geneviève, la mère de Cane
Jill s'en va du domaine et rejoint Lauren complètement dévastée. Elle lui dit tout. Sentant sa sœur perdue, Lauren lui conseille de confronter Colin pour savoir toute la vérité. Elle suit le conseil de Lauren mais en entrant dans la chambre de Coli, elle voit Geneviève en train de l'embrasser sauvagement. Elle n'arrive pas à y croire et traite Geneviève de folle. Ensuite, elle demande la vérité à Colin. Il lui confirme que Geneviève est bien sa femme mais qu'ils n'ont pas divorcé bien que rien n'allait plus entre eux car après la mort de leur fille, elle a disparu. Il lui avoue s'être servi d'elle au début de leur relation pour finalement tomber amoureux. Jill n'y croit pas une seconde et s'en va. Katherine apprend ce qu'il s'est passé par Malcolm et Sofia. Elle appelle Jill plusieurs fois mais celle-ci ne répond pas, refusant de se faire sermonner une nouvelle fois. Mais quelques jours plus tard, Katherine parvient à attraper Jill qu'elle voit au Gloworn. Elle ne fait pas la leçon à Jill, au grand étonnement de celle-ci mais la soutient et la conseille pour ne pas refaire les mêmes erreurs avec les hommes. Quelques minutes après, Geneviève entre au Gloworn et se dirige vers Lily et Neil, également là, pour fêter l'emprisonnement de Colin. Mais celle-ci refuse de lui parler. Le ton monte et Neil et Jill interviennent. Geneviève décide de fêter cette "bonne nouvelle" toute seule quand soudain, Colin surgit derrière elle. Tout le monde est surpris. Il leur annonce qu'il n'a pas été condamné car il dispose de l'immunité politique. Cane arrive derrière lui et confirme ses dires en disant qu'il a assisté au procès de son père. Il leur dit aussi qu'il compte rester ici uniquement pour Jill. Celle-ci lui dit qu'elle ne veut plus rien avoir à faire avec lui. Le lendemain, elle reçoit l'annulation de son mariage avec lui.
Les mois suivants, Colin fait tout pour reconquérir Jill. Ensuite, début août 2011, William quitte la ville sans prévenir personne. Donc quand Jill demande à Victoria où est William pour se réconcilier avec lui, elle lui annonce qu'elle n'en sait rien. Elle est abattue et c'est Colin qui va la réconforter. Ils se rapprochent mais Jill continue à mettre une barrière entre eux. Cependant, elle décide d'accorder son pardon à Cane et souhaite retrouver la relation qu'elle entretenait avec lui avant qu'il se fasse passer pour mort. Quand Katherine voit Jill avec Colin puis avec Cane, elle la sermonne. Mais il les étonne toutes deux quand il leur dit qu'il compte divorcer de Geneviève. Alors qu'il se rend chez elle pour le lui dire, ils finissent au lit. Geneviève le dit le jour même à Jill qui plus tard confronte Colin qui lui avoue tout. Mais Colin prouve à Jill qu'il l'aime vraiment en divorçant officiellement le 31 août, seulement quelques jours plus tard. Après que Katherine a réussi à reprendre Jabot à Tucker en le piégeant, elle met Jack à la tête de l'entreprise. Sa première décision est d'engager Geneviève, avec qui il a entamé une relation, en tant que directrice de marketing. Cependant en même temps, Katherine demande à Jill de devenir la nouvelle directrice de marketing de Jabot pour surveiller Jack. Jill accepte à condition qu'elle devienne PDG si Jack est évincé. Quand, plus tard, elle se rend à son bureau, elle a la mauvaise surprise de tomber sur Jack & Geneviève. Elles comprennent qu'elles ont été toutes les deux engagées pour le même poste et se disputent. Jack appelle la sécurité pour virer Jill, qui refuse de s'en aller. C'est alors que Katherine arrive. Jack lui explique la situation et quand les gardiens arrivent, elle leur demande de virer Geneviève. Finalement d'un commun accord, ils décident de garder Jill et Geneviève et de les faire travailler ensemble. Après le départ de Geneviève et Jack, Colin rend visite à Jill au bureau et ils finissent par coucher ensemble sur le bureau de Geneviève. Peu après, Jill s'arrange pour que Geneviève aille en voyage d'affaires à sa place pendant un mois. Pour se venger, celle-ci appelle Colin, lui demande de la rejoindre chez elle et le piège en l'enfermant dans sa cave à vins. Pendant ce temps, Jill attend Colin pour une soirée romantique. Elle apprend le lendemain qu'il est parti avec Geneviève en voyant deux billets d'avion à leurs noms. Or, c'est ce qu'elle a essayé de lui faire croire. Colin, qui n'a pas son portable pour pouvoir appeler de l'aide, réussit à déclencher l'alarme de la maison. La compagnie qui gère l'alarme de la maison, appelle Gloria afin qu'elle aille couper l'alarme. Arrivée au manoir, elle trouve Colin dans la cave, y entre et laisse la porte se fermer derrière elle, ce qui fait qu'ils sont tous deux bloqués dans la cave. Jill discute de la trahison de Colin avec Lauren. Celle-ci trouve bizarre qu'il soit parti avec elle alors qu'ils ont divorcé peu avant. Elle découvre que Colin n'a pas embarqué dans l'avion contrairement à Geneviève et le dit à Jill. Elle ne comprend pas et commence à s'inquiéter. Mais Cane a une idée de l'endroit où il est après que Jill a reçu une bouteille de leur cave de la part de sa mère. Ils foncent au manoir et libèrent Colin et Gloria. Jill est mécontente de voir qu'il était enfermé avec elle mais elle est tellement heureuse de le retrouver.

### La maladie de Cordelia puis l'éclatement de la vérité sur Devon
En septembre, Cordélia tombe malade. Elle est fiévreuse donc sa famille pense qu'elle a la grippe mais sa température monte soudainement. Emmenée d'urgence à l'hôpital, les médecins annoncent à Chloé que Delia a une leucémie et qu'elle a besoin d'une greffe de moelle osseuse. Elle est abattue. De nombreuses personnes passent le test mais personne n'est compatible. Les Abbott ainsi que Victoria et Jill se mettent à la recherche de William pour l'informer de l'état de santé de sa fille et pour qu'il puisse faire le test. Jack demande de l'aide à Victor pour le retrouver et c'est finalement lui qui, en secret, le retrouve emprisonné en Birmanie. Il lui propose un marché : il fait en sorte de le libérer à condition qu'il ne s'approche plus de Victoria. William lui dit d'aller au diable mais est contraint d'accepter le deal quand Victor lui apprend l'état de santé de Delia. Ils arrivent secrètement à Genoa, dans le mobil-home de William. Victor appelle Kevin, qui les rejoint. Il est étonné de voir William et s'apprête à appeler Chloé pour l'avertir mais Victor l'en empêche. Il lui dit que personne ne doit savoir que William est là parce qu'il a de gros problèmes mais comme il est possible qu'il soit compatible avec Delia, il lui demande de faire croire à tous que l'échantillon de sang de William qu'il va lui donner est le sien. Pour la survie de Cordelia, Kevin accepte. L'échantillon s'avère être compatible. Kevin fait croire à tous qu'il a repassé le test et qu'il est bien compatible avec Delia. Parallèlement, elle surprend Katherine en train de faire mettre Devon Hamilton, qu'elle a récemment engagé en tant que président de son nouveau label, sur son testament. Elle ne comprend pas pourquoi elle fait ça et pense dans un premier temps qu'il abuse d'elle. Mais elle finit par comprendre : Devon est le fils caché de Tucker et par conséquent son petit-fils. Katherine avoue mais demande à Jill de n'en parler à personne surtout pas à Tucker.
Début octobre 2011, Tucker assigne Katherine au tribunal pour récupérer Jabot. Elle demande à Jack de témoigner en sa faveur mais celui-ci refuse en prétextant qu'il ne veut pas faire partie de leurs querelles familiales. En réalité, il va témoigner pour Tucker parce que celui-ci lui a promis qu'il lui revendra Jabot s'il gagne. Quand la séance est sur le point de commencer, Jack arrive et s'assoit auprès de Tucker & Sofia. Katherine est bouche bée, elle n'en revient pas qu'il ait pu la trahir. Le juge statue finalement pour Tucker et annule la vente de Jabot aux industries Chancellor après que Jack lui a dit qu'il aurait pu acheter l'entreprise beaucoup plus chère que Katherine l'a payé. À la fin de la séance, elle fait un AVC. Jack le dit à Jill. Arrivée à l'hôpital, elle appelle l'avocat de Katherine et lui demande de venir pour savoir si Katherine a signé son nouveau testament avec Devon dessus. Mais en même temps, Tucker décide d'aller la voir à l'hôpital et en passant devant la salle d'attente de l'hôpital, il entend une conversation entre Jill et l'avocat de Katherine dans laquelle Jill lui dit que personne ne doit savoir qu'elle a mis Devon sur son testament. Tucker les confronte immédiatement mais ils ne veulent rien lui dire. Il leur demande pourquoi elle le traite comme un membre de sa famille et c'est à ce moment-là qu'il comprend que Devon est son fils, que Katherine l'a retrouvé et que c'est pour ça qu'elle l'a mis sur son testament. Jill nie mais en vain. Quand Katherine se réveille, Jill lui dit et de colère, elle lui ordonne de quitter sa chambre. Finalement, Brock réussit à la calmer et lui faire prendre conscience qu'elle a mal agi.

### L'arrestation de Colin puis le retour de William
Peu après, Colin demande à Jill de venir vivre avec lui en Australie. Elle refuse, ne se sentant pas tout à fait prête à quitter les siens. De plus, elle constate qu'il lui cache quelque chose encore une fois. Elle lui en parle mais il nie tout en bloc Alors, le 20 octobre, après avoir entendu une conversation téléphonique douteuse de Colin, elle lui fait croire qu'ils vont passer un moment coquin et l'attache au lit. Convaincue qu'il prépare un coup tordu, elle appelle la police. Pendant ce temps, une explosion a lieu dans la maison de Geneviève. Lily, présente, est sauvée à temps par Cane. Ronan & Chance, aussi dans le coup, arrivent dans la chambre de Jill et Colin et arrête celui-ci après avoir informé Jill de la tentative d'assassinat sur Geneviève ainsi que du trafic de drogue de Colin au Moyen-Orient. Jill revient voir Colin à la prison avant son extradition et celui-ci lui dit que leur histoire n'est pas fini et qu'il reviendra pour elle.
Après la greffe de moelle osseuse de Delia, Victor force William à quitter Genoa mais il refuse. Alors Victor le menace de dire à sa famille ainsi qu'à Victoria ce qu'il a fait en Birmanie. À contrecœur, William le suit à l'aéroport mais réalise une échappée belle sans qu'il s'en aperçoive. En effet, il ne prend pas l'avion et s'installe dans un hôtel de Genoa pour faire croire à Victor qu'il est bien parti. Il met Cane dans la confidence et lui explique comment il a pu se retrouver dans cette situation. Il lui explique entre autres qu'il a été accusé de trafic de drogue mais qu'une fille du nom de Chelsea Lawson pourrait l'innocenter. Il lui demande d'aller la chercher pour que son nom puisse être lavé dans cette histoire et ainsi revenir et rester librement à Genoa. Mais Victor se rend compte qu'il est toujours là et se charge personnellement cette fois de le faire partir. Il paie un homme du nom de Tank afin qu'il l'accompagne jusque dans un monastère isolé en Inde. Victoria commence alors à penser que William a des problèmes et qu'il ne peut pas les contacter parce qu'il serait revenu s'il avait su que sa fille était malade. Elle décide donc de partir à sa recherche en Birmanie avec Jill en secret. Arrivées sur place, elles se rendent à l'ambassade des États-Unis et apprennent qu'il était en prison pour trafic de drogue et qu'il a mystérieusement disparu du jour au lendemain. Parallèlement, Cane finit par être chassé du bar dans lequel il a vu Chelsea par des hommes qui lui disent qu'il pose trop de questions. Peu après, Jill & Victoria arrivent dans ce bar et commencent elles aussi à poser des questions. Un homme s'approche d'elle en leur disant qu'il sait où est William et leur donne rdv derrière le bar pour partir à sa rencontre. Cane, caché près du bar, les voit de loin et les sauve ensuite quand l'homme, qui voulait les piéger avec de la drogue de la manière que l'a été William tente de les enlever. Cane leur explique qu'il les a suivi parce que la Birmanie est un pays très dangereux et donc qu'il faut qu'ils rentrent maintenant. Ils prennent l'avion mais alors qu'ils font escale à New-York, Victoria préfère rester seule sur place et les pousse à rentrer à Genoa. Dans l'avion pour Genoa, Cane révèle à Jill que William est en vie et en bonne santé pour la rassurer. Quant à William & Victoria, ils se retrouvent dans le bar de l'aéroport et rentrent ensemble à Genoa. Ils arrivent juste à temps au dîner de Thanksgiving chez les Chancellor. Tout le monde est fou de joie et soulagé de le revoir, Cordélia court dans les bras de son père, plus qu'heureuse qu'il soit là. Cependant, William & Victoria ont la mauvaise surprise de voir Victor dans le salon. Après que celui-ci s'est défilé, William explique à ses proches ce qu'il a vécu, hormis le pacte avec Victor.
Peu après, la nuit de la Saint-Sylvestre, Chelsea Lawson se présente à la porte de William & Vicoria en prétendant être tombée enceinte de lui après qu'il l'a violé en Birmanie. William réussit à prouver que Chelsea ment au sujet de ce viol mais les tests ADN prouvent qu'il est bien le père du bébé. Après maintes réflexions, William & Victoria décident de l'héberger chez eux afin qu'elle finisse par leur confier l'enfant. Jill est alors excitée à l'idée d'être pour la 3e fois grand-mère.

### Du 2nd mariage de Lily & Cane au départ de Jill
Après qu'il a découvert que sa mère a racheté Beauté de la Nature dans le dos de son fiancé Jack, les rapports entre Cane et Geneviève redeviennent conflictuels. Le soutien que Lily lui apporte lui remonte le moral. C'est alors qu'il la redemande en mariage et qu'elle accepte. Ils réunissent leur famille & amis sauf Geneviève dans le parc pour leur annoncer la bonne nouvelle et planifient de se marier le 14 février, jour de la Saint-Valentin. La veille du mariage, Katherine leur fait la surprise d'organiser la cérémonie dans la villa d'un de ses amis en Provence et invitent tous les convives à utiliser son jet privé pour y aller. Avant la cérémonie, Cane chuchote à Jill qu'elle est la seule mère qu'il ait jamais aimée. Mais pendant la cérémonie, Jill s'aperçoit de loin Geneviève, les larmes aux yeux. À leur retour, Jill demande à Ashley d'engager Cane à la place de Geneviève en tant que directeur du marketing. Cane accepte et les aide à obtenir le contrat d'exclusivité avec la plus influente chaîne de cosmétiques au Japon, Mitsokushi. Cependant, Jabot n'est pas la seule à vouloir ce contrat : Geneviève avec Beauté de la Nature et Victor sont aussi sur le coup. Cane & Jill parviennent à trouver un contact japonais au sein de Mitsokushi mais Jack découvre que c'est en réalité un agent du FBI spécialisé dans la corruption dans les partenariats entre entreprises. Cane annule donc son rendez-vous avec lui et sauve la mise à sa mère qui en rendez-vous avec lui, s'apprêtait à lui verser un pot-de-vin. Donc, finalement, Newman obtient le contrat.
Jill s'en va ensuite voir Phillip en Australie pendant quelques jours. À son retour à Genoa, elle croise Jeffrey au Néon Ecarlate. Elle n'en revient pas qu'il soit de retour après qu'il a quitté Gloria en lui volant tout son argent; Jeffrey ne la reconnaît pas étant donné qu'il est amnésique. Pour savoir s'il dit vrai, elle l'emmène à l'hôpital et les médecins confirment ses dires. Après qu'il s'est souvenu du jour où ils ont couché ensemble, il l'embrasse et elle le repousse. Elle décide alors de l'emmener voir Gloria au Gloworn. A peine arrivés Gloria se rue vers lui et le gifle. Elle ne croit pas à son histoire d'amnésie et lui fait comprendre qu'elle est passée à autre chose avec Angelo. Lorsque Jeffrey le voit, il a un flash-back, revoyant Angelo le forcer à remplir un sac avec l'argent de la caisse du Gloworn. Quand il revient la voir quelques jours plus tard à la recherche d'un travail, elle accepte de l'embaucher en tant que serveur jusqu'à ce que sa mémoire lui revienne et qu'il lui dise où est son argent. Cependant, Jill se rend très vite compte qu'elle l'a en fait embauché pour le garder auprès d'elle car elle l'aime toujours bien qu'elle le nie. En mars 2012, quand Angelo sent qu'il est sur le point d'être découvert, il demande Gloria en mariage devant Jeffrey et elle accepte. C'est alors que la mémoire lui revient soudainement et qu'il le menace de révéler à Gloria que c'est lui qui l'a volé, qui l'a forcé à écrire la lettre de rupture peu après son départ pour Las Vegas, qui l'a enlevé et envoyé sur une île perdue. Pour l'empêcher de parler, Angelo le tabasse, le bâillonne et le jette dans la benne à ordure derrière le bar. Jill le retrouve et le libère à temps pour qu'il puisse interrompre le mariage en disant toute la vérité à Gloria. Sa fille Angelina confirme ses dires. Alors, Gloria & Jeffrey se retrouvent, il la redemande en mariage et elle accepte. Katherine officie alors leur mariage ainsi que celui de Kevin & Chloé.
Le 9 avril, le fils de William & Chelsea naît. Chelsea décide de renoncer à ses droits parentaux sur lui, Victoria l'adopte alors légalement et propose de l'appeler John en hommage à son grand-père. Peu après, le département de la Justice enquête sur les activités illégales de Geneviève et la manière dont elle a pu se procurer des fonds pour racheter Beauté de la Nature quand Adam l'a mise en vente. Christine Blair, qui travaille pour le département, questionne Cane au sujet des activités de sa famille mais il n'est pas en mesure de lui répondre. Cependant, il pense fortement que sa mère a utilisé l'argent sale de Colin pour racheter Beauté de la Nature. Comme il ne parle pas, le département menace de le faire expulser. Lily et Jill sont dans tous leurs états et accuse Geneviève de laisser Cane se sacrifier pour elle. Finalement, Geneviève se rend et avoue ses délits au département à condition que Cane ne soit pas poursuivi. Peu après en mai, Phillip subit une opération du genou. Jill a très envie d'aller le voir pour l'aider mais elle envisage de rester finalement quand Lauren se fait arrêter sous ses yeux pour avoir pointé une arme sur Daisy. Mais Lauren sort de prison assez vite, elle quitte alors la ville le 9 mai. Avant de partir, elle confronte Geneviève dans le parc en lui ordonnant de ne pas s'approcher de Cane. Geneviève le prend naturellement très mal et la pique en lui disant qu'elle n'a pas d'ordres à recevoir d'elle, qui ne s'est jamais occupé de ses propres enfants.et s'ensuit une bataille entre les deux femmes dans la boue.

### Jill quitte la ville
En 2012, Jill quitte la ville pendant plusieurs mois pour aider Phillip en Australie. Jill est donc absente de Genoa City du 9 mars au 7 novembre 2012 (ces épisodes seront diffusés approximativement entre octobre 2015 et juillet 2016 sur TF1).

### Retour de Jill
À son retour, elle accepte d’aider Katherine à sortir de sa retraite pour reprendre le contrôle de Chancellor Industries, mais Katherine découvre qu'elle a une tumeur au cerveau. La tumeur est retirée avec succès et elle quitte la ville avec Murphy. Murphy retourne plus tard seul à Genoa City, révélant que Katherine est morte pendant leur absence. Elle laisse Nikki et Jill responsables de ses funérailles, et pendant ce temps, Jill commence à essayer de comprendre les messages cryptiques laissés par Katherine dans une lettre personnelle qui lui a été adressée. Jill s’attendait à ce que Katherine lui ait tout laissé dans son testament, mais elle ne se retrouve qu’avec la succession du manoir, dont elle ne peut pas se permettre l’entretien, et une mystérieuse boîte à musique. Jill essaie pendant des mois de comprendre la signification de la boîte à musique et décide finalement de la vendre en ligne, seulement pour qu’Esther la rachète pour elle car elle croit que cela signifie vraiment quelque chose.

### L'enlèvement de Jill
Jill est plus tard kidnappée par Colin (Épisode diffusé le 7 janvier 2014 aux États-Unis), qui a été libéré de prison. Il la fait chanter pour qu’elle se remarie avec lui car il dit qu’elle a des informations sur la boîte à musique de Katherine. Cependant, ses informations finissent par être une impasse. Après que les mensonges de Colin soient exposés, Jill l’enferme dans le grenier et refuse de le laisser sortir jusqu’à ce qu’il reconnaisse ses mensonges, ce qu’il finit par faire et ils rafistolent les choses. Près d’un an après la mort de Katherine, Jill découvre que ses bijoux les plus chers ont été cachés dans un lustre du manoir. Accompagnée d’une note, Katherine les a laissées là pour que Jill les trouve avant sa mort, car elles valent une somme importante. Cependant, la signification de la boîte à musique reste inconnue de tous. Par la suite, tous les proches de Katherine reçoivent des lettres d’elle qui devaient être livrées à l’occasion du premier anniversaire de sa mort. Elle leur demande également d’organiser une fête, ce qu’ils font. Une fois la fête dans le parc terminée, Jill laisse la boîte à musique là, seulement pour qu’elle soit volée par une personne non identifiée. Jill et Colin reviennent peu de temps après pour trouver la boîte manquante, mais Colin la convainc de finalement la lâcher.
Des années plus tard, la boîte a été retrouvée. Cette fois, une clé a été retrouvée cachée dans un compartiment secret. Cela a conduit Collin à trouver un coffre-fort avec une lettre de Katherine et une bague de Phillip pour Jill.